# Choane (anatomie humaine)
Les choanes (ou orifices nasaux postérieurs) sont les deux ouvertures situées à l'arrière de la cavité nasale osseuse à sa jonction avec le pharynx.

## Étymologie
Le terme est une latinisation du grec χοάνη, « choanē » signifiant entonnoir.
Le genre est masculin ou féminin.

## Structure
Un(e) choane est limité par :
- médialement le bord arrière du vomer,
- en avant et en bas le bord postérieur de la lame horizontale de l'os palatin,
- latéralement le processus ptérygoïde,
- en arrière et en bas l'os sphénoïde.